# Rallus obsoletus obsoletus
Rallus longirostris obsoletus is een ondersoort van de Rallus obsoletus uit de familie van rallen. 

## Verspreiding
De soort komt voor in het westelijke deel van Centraal-Californië.